# Sergio Rodríguez (piłkarz)
Sergio Rodríguez Pulido (ur. 6 maja 1995 w Querétaro) – meksykański piłkarz występujący na pozycji pomocnika.